# Parakonsistente Logik
Unter Parakonsistenten Logiken und Parainkonsistenten Logiken versteht man Kalküle, in denen der logische Grundsatz ex contradictione sequitur quodlibet (lat. für „aus einem Widerspruch folgt Beliebiges“) nicht gilt, in denen es also nicht möglich ist, aus zwei widersprüchlichen Aussagen {\displaystyle A,\neg A} oder aus einem Widerspruch {\displaystyle A\wedge \neg A} jede beliebige Aussage herzuleiten.

## Verschiedene Systeme parakonsistenter Logiken
Es gibt vier Richtungen:
- die australische (Graham Priest, Richard Sylvan (bis 1983 unter dem Namen Richard Routley) u. a.)
- die südamerikanische/brasilianische, für die die Arbeiten von Newton da Costa zentral sind,
- die belgische (u. a. Diderik Batens) und
- die polnische (beeinflusst von Stanisław Jaśkowski).

In der australischen Schule (vgl. Priest, Tanaka) nimmt der Dialeth(e)ismus eine zentrale Stellung ein. Als Dialeth(e)ismus wird die Auffassung bezeichnet, dass es wahre Widersprüche gibt. Die anderen Vertreter parakonsistenter Logiken teilen diesen Standpunkt nicht.
Unterschieden werden
- nicht-adjunktive Systeme,
- nicht-wahrheitsfunktionale Systeme,
- mehrwertige parakonsistente Logiken und
- Relevanzlogiken.

Nicht-adjunktive Systeme sind von Stanisław Jaśkowski (Lemberg-Warschau-Schule) als Teilkalkül der Systeme natürlichen Schließens entwickelte Kalküle, in denen folgende Regel zur Einführung der Konjunktion fehlt: {\displaystyle \ {\frac {a\quad b}{a\wedge b}}.}
Insbesondere folgt aus den beiden zueinander widersprüchlichen Aussagen {\displaystyle \!\ a} und {\displaystyle \!\ \neg a} nicht der Widerspruch {\displaystyle a\wedge \neg a} in einer Aussage. Diese diskursive (diskussive) Logik besagt in einer Interpretation Jaśkowskis, dass Gesprächsteilnehmer ruhig widersprüchlicher Meinung sein können, weil das nicht dazu führt, dass ein Gesprächspartner sich selbst widerspricht.